# Севап
Севап или учинити неком севап значи учинити добро дело. 
Севап значи и помоћи некоме коме је помоћ заиста потребна, ко је слабији или у невољи, а ономе ко чини то добро дело не чини посебан проблем.
Севап је нахранити гладног, чак и ако га не познајеш. Севап нпр. је уступити место у превозу старијем.
Постоји изрека: „Или сам за инат или сам за севап!“